# Liste des circonscriptions législatives de la Corrèze
Le département français de la Corrèze est, sous la Cinquième République, constitué de trois circonscriptions législatives de 1958 à 2012, puis de deux circonscriptions depuis le redécoupage de 2010, entré en application à compter des élections législatives de 2012.

## Présentation
Par ordonnance du 13 octobre 1958 relative à l'élection des députés à l'Assemblée nationale, le département de la Corrèze est d'abord constitué de trois circonscriptions électorales.
Lors des élections législatives de 1986 qui se sont déroulées selon un mode de scrutin proportionnel à un seul tour par listes départementales, le nombre de trois sièges de la Corrèze a été conservé.
Le retour à un mode de scrutin uninominal majoritaire à deux tours en vue des élections législatives suivantes, a maintenu ce nombre de trois sièges,, selon un nouveau découpage électoral.
Le redécoupage des circonscriptions législatives réalisé en 2010 et entrant en application à compter des élections législatives de juin 2012, a modifié le nombre et la répartition des circonscriptions de la Corrèze, réduit à deux du fait de la décroissance démographique du département.

## Composition des circonscriptions

### Composition des circonscriptions de 1958 à 1986
À compter de 1958, le département de la Corrèze comprend trois circonscriptions.
- 1re circonscription : Lubersac, Uzerche, Vigeois, Seilhac, Tulle-Nord, Tulle-Sud, La Roche-Canillac, Argentat, Mercœur.
- 2e circonscription : Juillac, Ayen, Donzenac, Larche, Brive-Nord, Brive-Sud, Beynat, Meyssac, Beaulieu
- 3e circonscription : Eygurande, Sornac, Treignac, Bugeat, Meymac, Ussel, Bort-les-Orgues, Corrèze, Égletons, Neuvic, Lapleau, Saint-Privat.

### Composition des circonscriptions de 1988 à 2012

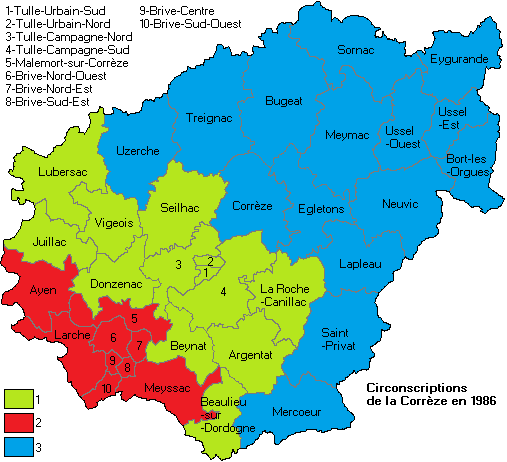
Circonscriptions de la Corrèze en 1986

À compter du découpage de 1986, le département de la Corrèze comprend trois circonscriptions regroupant les cantons suivants :
- 1re circonscription : Argentat, Beaulieu-sur-Dordogne, Beynat, Donzenac, Juillac, Lubersac, La Roche-Canillac, Seilhac, Tulle-Campagne-Nord, Tulle-Campagne-Sud, Tulle-Urbain-Nord, Tulle-Urbain-Sud, Vigeois.
- 2e circonscription : Ayen, Brive-Centre, Brive-Nord-Est, Brive-Nord-Ouest, Brive-Sud-Est, Brive-Sud-Ouest, Larche, Malemort-sur-Corrèze, Meyssac.
- 3e circonscription : Bort-les-Orgues, Bugeat, Corrèze, Égletons, Eygurande, Lapleau, Mercœur, Meymac, Neuvic, Saint-Privat, Sornac, Treignac, Ussel-Est, Ussel-Ouest, Uzerche.

### Composition des circonscriptions à compter de 2012

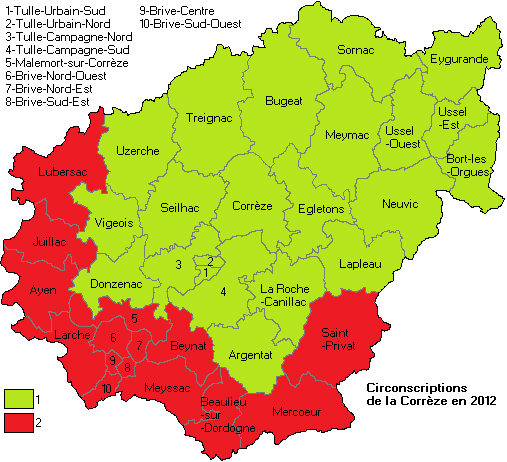
Circonscriptions de la Corrèze depuis 2012

Depuis le nouveau découpage électoral, le département comprend deux circonscriptions regroupant les cantons suivants :
- 1re circonscription : Argentat-sur-Dordogne, Bort-les-Orgues, Bugeat, Corrèze, Donzenac, Egletons, Eygurande, Lapleau, Meymac, Neuvic, La Roche-Canillac, Seilhac, Sornac, Treignac, Tulle-Campagne-Nord, Tulle-Campagne-Sud, Tulle-Urbain-Nord, Tulle-Urbain-Sud, Ussel-Est, Ussel-Ouest, Uzerche, Vigeois
- 2e circonscription : Ayen, Beaulieu-sur-Dordogne, Beynat, Brive-la-Gaillarde-Centre, Brive-la-Gaillarde-Nord-Est, Brive-la-Gaillarde-Nord-Ouest, Brive-la-Gaillarde-Sud-Est, Brive-la-Gaillarde-Sud-Ouest, Juillac, Larche, Lubersac, Malemort, Meyssac, Mercœur, Saint-Privat

À la suite du redécoupage des cantons de 2014, les circonscriptions législatives ne sont plus composées de cantons entiers mais continuent à être définies selon les limites cantonales en vigueur en 2010. Les circonscriptions sont ainsi composées des cantons actuels suivants :
- 1re circonscription : cantons d'Allassac, Argentat-sur-Dordogne (10 communes), Égletons, Haute-Dordogne, Naves, Plateau de Millevaches, Sainte-Fortunade, Seilhac-Monédières, Tulle, Ussel et Uzerche (9 communes), commune de Ménoire
- 2e circonscription : cantons d'Argentat-sur-Dordogne (20 communes), Brive-la-Gaillarde-1, Brive-la-Gaillarde-2, Brive-la-Gaillarde-3, Brive-la-Gaillarde-4, Malemort, Midi corrézien (sauf commune de Ménoire), Saint-Pantaléon-de-Larche, Uzerche (9 communes) et L'Yssandonnais